# Ур-Нінурта
Ур-Нінурта — цар Ісіна наприкінці XX — початку XIX століття до н. е.

## Правління
Обставини, за яких він отримав владу, остаточно не з'ясовані. Найбільш імовірно, що він не мав родинних зв'язків з Ліпіт-Іштаром. Його ім'я є цілковито шумерським і різко контрастує з аморейськими іменами п'яти його попередників. Однак такий факт нічого не каже про те, до якої етнічної групи належав правитель, оскільки аккадці, які жили у Південній Месопатамії, упродовж кількох століть брали шумерські імена.
Збереглось доволі мало відомостей про правління Ур-Нінурти. Зокрема, відомо, що він був сучасником Гунгунумта його наступника Абісаріхі, царів Ларси, що набирала силу. Його правління позначилось початком занепаду Ісіни й, відповідно, зростанням могутності Ларси. У зв'язку з його воцарінням Гунгунум наважився взяти титул «царя Шумеру й Аккада». Таким чином весь південь Межиріччя був для Ур-Нінурти втрачений. Хоч він і володів упр довж якогось часу Уруком, немає жодних даних, що його влада поширювалась далі Ніппура. Ур-Нінурті вдалось підтримувати з Гунгунумом настільки гарні стосунки, що він міг відряджати через володіння Ларси дари до храму вже фактично втраченого ним Ура. Імовірно, Ур-Нінурта бажав мати Ларсу за союзника. Можливо, два правителі вже й були союзниками проти Ліпіт-Іштара й повалили останнього.
З наступним царем Ларси Абісаріхі стосунки різко загострились. Ур-Нінурта зазнав від нього поразки, й кордон Ларси просунувся упритул до Ніппура. Можливо, у тій боротьбі Ур-Нінурта й загинув.
Ур-Нінурта проводив значні меліораційні роботи. Також відомо, що правитель звільнив царсько-храмових людей Ніппура від сплати боргів і нестач за збором-податком (гун).